# Thomas Gilou
 (octobre 2018).
Si vous disposez d'ouvrages ou d'articles de référence ou si vous connaissez des sites web de qualité traitant du thème abordé ici, merci de compléter l'article en donnant les références utiles à sa vérifiabilité et en les liant à la section « Notes et références ».
Pour les articles homonymes, voir Gilou.
Thomas Gilou, né le 1er février 1955 à Boulogne-Billancourt, est un réalisateur et scénariste français qui a connu de grands succès commerciaux avec notamment La Vérité si je mens ! et ses suites.

## Biographie

### Famille
Petit-fils de Blaise Cendrars et fils de Miriam Gilou-Cendrars, il a une fille, franco-chilienne, la street-artiste Zaretah Mostaza,.

### Formation
Photographe, Directeur de la photographie, assistant de Raoul Ruiz sur L’éveillé du pont de l’Alma, il connaît son premier succès en 1986 avec son premier long métrage Black Mic-Mac, interprété par Jacques Villeret et Isaach de Bankolé, ce dernier remportant le César du meilleur espoir masculin. Il tourne ensuite Raï, en 1995 avec Tabatha Cash, Samy Naceri et  Manu Layotte. Le film remporte le Léopard d'or et le Léopard d’interprétation  au festival international de Locarno.

### Carrière
En 1997, il réalise La Vérité si je mens ! qui totalise cinq millions d'entrées en France, puis, en 1999, Chili con carne, avec Antoine de Caunes et Gilbert Melki qui ne remporte pas le même succès. Deux ans plus tard, il réalise La Vérité si je mens ! 2, qui rassemble huit millions de spectateurs puis trois documentaires pour la télévision, dont Paroles d'étoiles qui bénéficie d’une sortie en DVD. Il devient chevalier des Arts et des Lettres. En 2007, il réunit Gérard Depardieu et Nathalie Baye dans la comédie dramatique Michou d'Auber qui obtient près d'un million d’entrées . En 2009, il sort Victor joué par Pierre Richard et retrouve l'équipe de comédiens de La Vérité si je mens ! avec un troisième volet, La Vérité si je mens ! 3 qui totalise plus de 4 600 000 entrées. En 2022, il réalise Maison de Retraite qui totalise plus de deux millions d’entrées. Le film remporte le prix du public aux Trophées du Film Français 2023.

## Engagement
En 2017, lors de l'Élection présidentielle française de 2017, il signe la tribune des : Cinéastes, nous nous engageons contre le FN et son idéologie mortifère qui menacent les arts et la France, dans le Huffington Post.

## Filmographie

### Comme réalisateur

#### Longs métrages cinéma
- 1986 : Black Mic-Mac
- 1995 : Raï
- 1997 : La Vérité si je mens !
- 1999 : Chili con carne
- 2001 : La Vérité si je mens ! 2
- 2007 : Michou d'Auber
- 2009 : Victor
- 2012 : La Vérité si je mens ! 3
- 2021 : Maison de Retraite

### Box-office
| Film                     | Année | Box-office        |
| ------------------------ | ----- | ----------------- |
| La Vérité si je mens ! 2 | 2001  | 7 826 393 entrées |
| La Vérité si je mens !   | 1997  | 4 921 478 entrées |
| La Vérité si je mens ! 3 | 2012  | 4 613 791 entrées |
| Maison de retraite       | 2022  | 2 009 803 entrées |
| Black Mic-Mac            | 1986  | 1 228 154 entrées |
| Michou d'Auber           | 2007  | 977 107 entrées   |
| Victor                   | 2009  | 147 315 entrées   |
| Chili con carne          | 1999  | 144 013 entrées   |
| Raï                      | 1995  | 127 675 entrées   |

#### Moyen métrage
- 1979 : Général Lee et ses Teddy Boys

#### Courts métrages
- 1980 : Rebel Rock !, coréalisation : Olivier Esmein
- 1981 : Corina Corina
- 1984 : La Combine de la girafe
- 1987 : Chamane sélection
- 1988 : Bob la Châtaigne (documentaire)
- 1988 : Étoiles et Baskets
- 1988 : La Première Planche avec Peter Viertel

#### Télévision
- 1996 : Double peine (téléfilm)
- 2002 : Paroles d'étoiles (documentaire)
- 2004 : Éclats de Cendrars (documentaire)
- 2005 : Le temps n'efface rien (documentaire)
- 2016 : Marseille (Netflix)
  - Episode 5 - Face à Face
  - Episode 6 - Liberté Egalité Sans Pitié
  - Episode 7 - A voté
  - Episode 8 - La Lutte Finale

### Comme scénariste
- 1979 : Général Lee et ses Teddy Boys (moyen métrage)
- 1981 : Corina Corina (court métrage)
- 1983 : Panique au montage (court métrage) d'Olivier Esmein
- 1984 : La Combine de la girafe (court métrage)
- 1987 : Chamane
- 1986 : Black Mic-Mac
- 1992 : À la vitesse d'un cheval au galop de Fabien Onteniente
- 1995 : Raï
- 1996 : Double peine (téléfilm)
- 1999 : Chili con carne
- 2007 : Michou d'Auber
- 2009 : Victor
- 2010 : Le Mac de Pascal Bourdiaux

## Publication
- L'île de Pâques voyage au bout de Rapa Nui, 2003.      Michou d’Auber, roman 2005 avec Messaoud Hattou coauteur. « When I was young » in Mon Quartier Latin 2017, éditions Garnier.